# Danh sách quốc gia Đông Á và Đông Nam Á theo lãnh thổ quốc gia
 Đông Á  là một khu vực lớn gồm 19 quốc gia và vùng lãnh thổ, rộng khoảng 11.5 triệu km vuông, Đông Á nằm phía Đông châu Á, là sự kết hợp từ hai phần nhỏ là Đông Bắc Á và Đông Nam Á. Trong đó Đông Bắc Á có 8 quốc gia và vùng lãnh thổ, Đông Nam Á có 11 quốc gia.
Danh sách các quốc gia Đông Á theo lãnh thổ quốc gia là một bảng thống kê tổng thể về tổng diện tích, tỉ lệ mặt nước, diện tích đất liền và diện tích mặt nước. Các số liệu về tổng diện tích được cập nhật từ Liện Hiệp Quốc năm 2007, các số liệu về mặt nước được cập nhật từ CIA Facbook.
| Thứ tự | Quốc gia          | Tổng diện tích (km²) | Tỉ lệ mặt nước (%) | Diện tích mặt đất (km²) | Diện tích mặt nước (km²) |
| 1      | Trung Quốc        | 9,596,961            | 2.82               | 9,326,327               | 270,634                  |
| 2      | Indonesia         | 1,860,360            | 4.85               | 1,770,132               | 90,228                   |
| 3      | Mông Cổ           | 1,564,100            | 0.60               | 1,554,715               | 9,385                    |
| 4      | Myanmar           | 676,578              | 3.06               | 655,875                 | 20,703                   |
| 5      | Thái Lan          | 513,120              | 0.43               | 510,914                 | 2,206                    |
| 6      | Nhật Bản          | 377,930              | 0.82               | 374,831                 | 3,099                    |
| 7      | Việt Nam          | 331,212              | 1.27               | 327,006                 | 4,206                    |
| 8      | Malaysia          | 330,803              | 0.32               | 329,612                 | 1,191                    |
| 9      | Philippines       | 300,000              | 0.61               | 298,170                 | 1,830                    |
| 10     | Lào               | 236,800              | 2.53               | 230,809                 | 5,991                    |
| 11     | Cambodia          | 181,035              | 2.50               | 176,509                 | 4,526                    |
| 12     | CHDCND Triều Tiên | 120,538              | 0.11               | 120,405                 | 133                      |
| 13     | Hàn Quốc          | 99,678               | 0.29               | 99,389                  | 289                      |
| 14     | Đài Loan          | 36,188               | 10.34              | 32,446                  | 3,742                    |
| 15     | Đông Timor        | 14,874               | ?                  | ?                       | ?                        |
| 16     | Brunei            | 5,765                | 8.67               | 5,265                   | 500                      |
| 17     | Hong Kong         | 1,104                | 4.58               | 1,053                   | 51                       |
| 18     | Singapore         | 705                  | 1.44               | 694                     | 11                       |
| 19     | Macau             | 29                   | 0.0                | 29                      | 0.0                      |

 Trích nguồn 
- Tổng diện tích được cập nhật từ UN - 2007.
- Tỉ lệ mặt nước được cập nhật từ CIA Facbook.
- Diện tích mặt nước & diện tích đất liền cập nhật từ CIA Facbook & UN - 2007